# Tephrosia

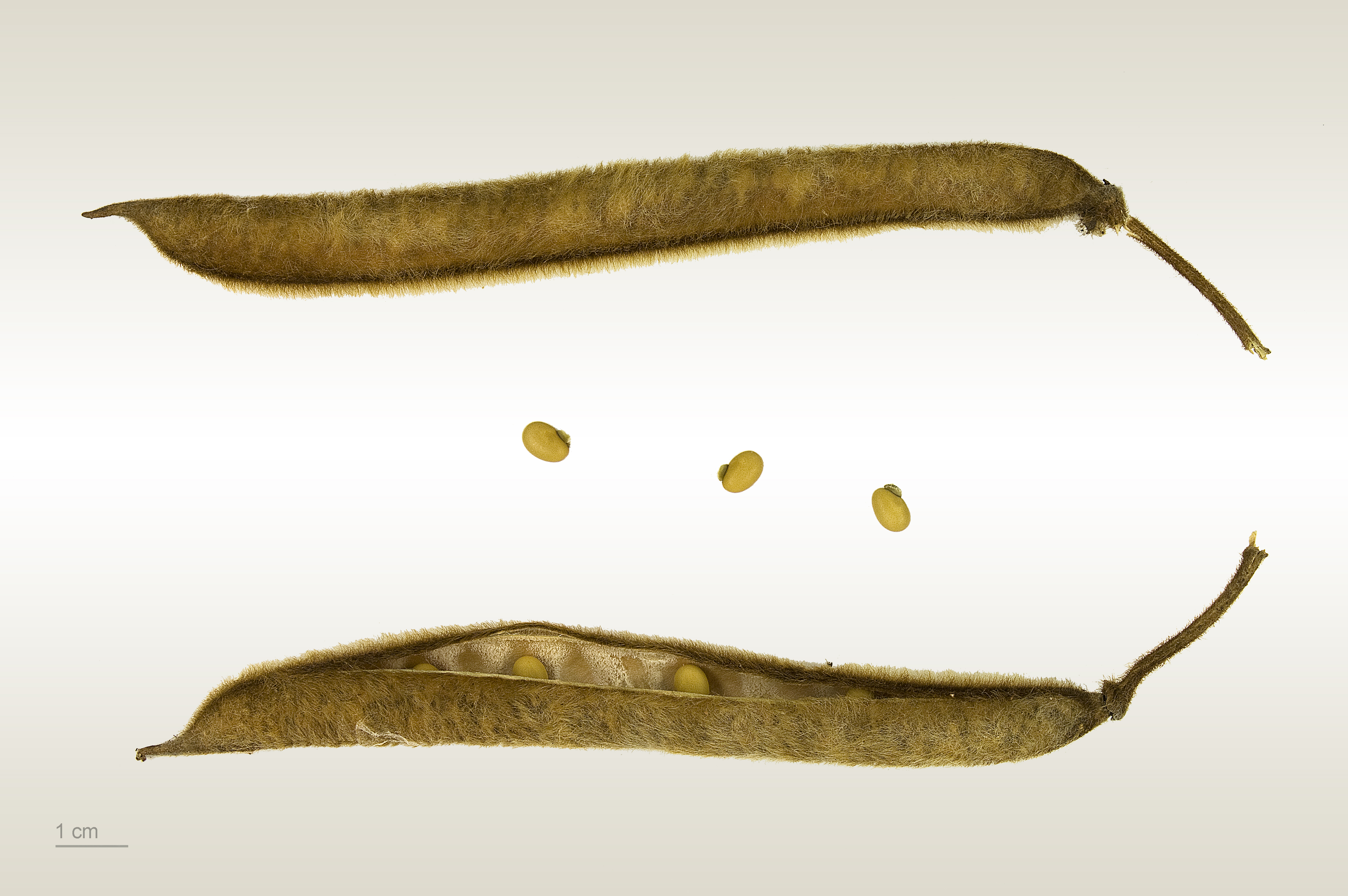
Tephrosia vogelii

Tephrosia es un género de plantas con flores con 635 especies descritas y 362 aceptadas, perteneciente a la familia Fabaceae.

## Descripción
Son plantas herbáceas o arbustos perennes, en raras ocasiones anuales, erectos, postrados o decumbentes, generalmente pubescentes. Hojas imparipinnadas; folíolos opuestos, estipelas ausentes; estípulas presentes. Inflorescencias pseudoracimos fasciculados, terminales y/o axilares u opuestos a las hojas; cáliz 5-dentado, los 2 dientes superiores más o menos unidos y más cortos; pétalos rosados o púrpuras (blancos); estambres 10, diadelfos, el vexilar libre o frecuentemente fusionado apicalmente al tubo estaminífero y basalmente libre; estilo barbado o glabro, estigma glabro o penicilado. Legumbres rectas a ligeramente recurvadas o incurvadas en el ápice, pubescentes, dehiscentes por las 2 suturas; semillas 6–12, teretes a suborbiculares o reniformes.
Muchas especies del género son venenosas, en particular para los peces por su alta concentración de rotenona. Estas especies han sido históricamente utilizadas por las culturas indígenas como toxinas para capturar los peces. En el siglo pasado, varias especies han sido estudiadas en relación con el uso de la rotenona como insecticida y plaguicida.

## Taxonomía
El género fue descrito por Christiaan Hendrik Persoon y publicado en Synopsis Plantarum 2(2): 328. 1807. La especie tipo es:  Tephrosia villosa (L.) Pers.  
Etimología
Tephrosia: nombre genérico que deriva de las palabras griegas: τεφρος (tephros), que significa "ceniciento", en referencia a la coloración grisácea dado a las hojas por sus densos tricomas.

## Especies aceptadas
A continuación se brinda un listado de las especies del género Tephrosia aceptadas hasta marzo de 2015, ordenadas alfabéticamente. Para cada una se indica el nombre binomial seguido del autor, abreviado según las convenciones y usos.	
| - Tephrosia abbottiae C.E.Wood - Tephrosia acaciifolia Baker - Tephrosia adunca Benth. - Tephrosia aemula (E.Mey.) Harv. - Tephrosia aequilata Baker - Tephrosia alba Du Puy & Labat - Tephrosia albissima H.M.L.Forbes - Tephrosia alpestris Taub. - Tephrosia ambigua D.Dietr. - Tephrosia amoena E.Mey. - Tephrosia amorphaefolia Kunth & Bouche - Tephrosia andongensis Baker - Tephrosia angustissima Chapman - Tephrosia anomala Thulin - Tephrosia apollinea (Delile) DC. - Tephrosia arenicola Maconochie - Tephrosia argyrolampra Harms - Tephrosia argyrotricha Harms - Tephrosia arnhemica C.T.White - Tephrosia ascendens Macfad. - Tephrosia astragaloides Benth. - Tephrosia athiensis Baker f. - Tephrosia aurantiaca Harms - Tephrosia bachmannii Harms - Tephrosia barba-jovis Cufod. - Tephrosia barbatala Bosman & de Haas - Tephrosia barberi J.R.Drumm. - Tephrosia baueri A.Gray - Tephrosia belizensis Lundell - Tephrosia benthamii Pedley - Tephrosia berhautiana Lescot - Tephrosia betsileensis (R.Vig.) Du Puy & Labat - Tephrosia bibracteolata (Dumaz-le-Grand) Du Puy & Labat - Tephrosia bidwillii Benth. - Tephrosia boiviniana Baill. - Tephrosia brachycarpa Benth. - Tephrosia brachyodon Domin - Tephrosia bracteolata Guill. & Perr. - Tephrosia brandegei (Standl.) L.Riley - Tephrosia brummittii Schrire - Tephrosia burchellii Burtt Davy - Tephrosia caerulea Baker f. - Tephrosia calophylla Bedd. - Tephrosia cana Brandegee - Tephrosia canarensis J.R.Drumm. - Tephrosia candida (Roxb.) DC. - Tephrosia capensis (Jacq.) Pers. - Tephrosia capitata Verdc. - Tephrosia carrollii O. Téllez - Tephrosia cephalantha Baker - Tephrosia cephalophora Harms - Tephrosia chilensis Trevir. - Tephrosia chimanimaniana Brummitt - Tephrosia chisumpae Brummitt - Tephrosia chrysophylla Pursh - Tephrosia cinerea (L.) Pers. - barbesco de Cuba - Tephrosia clementii Skan - Tephrosia clementis Alain - Tephrosia coccinea Wall. - Tephrosia collina V.S.Sharma - Tephrosia colutea Pers. - Tephrosia conspicua W.Fitzg. - Tephrosia conzattii (Rydb.) Standl. - Tephrosia corallicola (Small) Leon - Tephrosia cordata Hutch. & Burtt Davy - Tephrosia cordatistipula J.B.Gillett - Tephrosia coriacea Benth. - Tephrosia coronillifolia (Poir.) DC. - Tephrosia coronilloides Baker - Tephrosia crassifolia Benth. - Tephrosia crocea Benth. - Tephrosia cuernavacana (Rose) J.F.Macbr. - Tephrosia curtissii (Small) Shinners - Tephrosia curvata De Wild. - Tephrosia dasyphylla Baker - Tephrosia debilis Domin - Tephrosia decaryana (Dumaz-le-Grand) Du Puy & Labat - Tephrosia decora Baker - Tephrosia decumbens Benth. - Tephrosia deflexa Baker - Tephrosia delestangii Pedley - Tephrosia densiflora Hook.f. - Tephrosia desertorum Scheele - Tephrosia dichroocarpa A.Rich. - Tephrosia dietrichiae Domin - Tephrosia disperma Baker - Tephrosia diversifolia (Rose) J.F.Macbr. - Tephrosia djalonica Hutch. & Dalziel - Tephrosia domingensis (Willd.) Pers. - Tephrosia dregeana E.Mey. - Tephrosia drepanocarpa Baker - Tephrosia dura Baker - Tephrosia egregia Sandwith - Tephrosia elata Deflers - Tephrosia elegans Schum. - Tephrosia elliottii (Nutt.) Benth. - Tephrosia elliptica Bosman & de Haas - Tephrosia elongata E.Mey. - Tephrosia emeroides A.Rich. - Tephrosia eriocarpa Benth. - Tephrosia euchroa Verd. - Tephrosia euprepes Brummitt - Tephrosia falcata (Thunb.) Pers. - Tephrosia falciformis S.V.Ramaswamy - Tephrosia faulknerae Brummitt - Tephrosia feddemana McVaugh - Tephrosia festina Brummitt - Tephrosia filiflora Chiov. - Tephrosia filiformis (Jacq.) Pers. - Tephrosia filipes Benth. - Tephrosia flagellaris Domin - Tephrosia flammea Benth. - Tephrosia flexuosa G.Don - Tephrosia florida (F.Dietr.) C.E.Wood - Tephrosia floridana (Vail) Isely - Tephrosia foliolosa (Rydb.) L.Riley - Tephrosia forbesii Baker - Tephrosia forrestiana F.Muell. - Tephrosia fulvinervis A.Rich. - Tephrosia fusca Wight & Arn. - Tephrosia gaudium-solis Domin - Tephrosia geminiflora Baker - Tephrosia genistoides (Dumaz-le-Grand) Du Puy & Labat - Tephrosia glomeruliflora Meissner - Tephrosia gobensis Brummitt - Tephrosia gorgonea Cout. - Tephrosia gossweileri Baker f. - Tephrosia gracilenta H.M.L.Forbes - Tephrosia gracilipes Guill. & Perr. - Tephrosia grandibracteata Merxm. - Tephrosia grandiflora (Aiton) Pers. - Tephrosia griseola H.M.L.Forbes - Tephrosia guaranitica Chodat & Hassl. - Tephrosia guayameoensis O.Tellez - Tephrosia hassleri Chodat - Tephrosia haussknechtii Bornm. - Tephrosia heckmanniana Harms - Tephrosia heterophylla Vatke - Tephrosia hildebrandtii Vatke - Tephrosia hispidula (Michx.) Pers. - Tephrosia hochstetteri Chiov. - Tephrosia hockii De Wild. - Tephrosia holstii Taub. - Tephrosia hookeriana Wight & Arn. - Tephrosia huillensis Baker - Tephrosia humbertii Dumaz-le-Grand - Tephrosia humilis Guill. & Perr. - Tephrosia hypoleuca L.Riley - Tephrosia ibityensis (R.Vig.) Du Puy & Labat - Tephrosia inandensis H.M.L.Forbes - Tephrosia incana (Roxb.) Graham ex Wight - Tephrosia × intermedia (Small) G.L. Nesom & Zarucchi - Tephrosia interrupta Engl. - Tephrosia iringae Baker f. - Tephrosia isaloensis Du Puy & Labat - Tephrosia jamnagarensis Santapau - Tephrosia juncea Benth. - Tephrosia kalamboensis Brummitt & J.B.Gillett - Tephrosia karkarensis Thulin - Tephrosia kasikiensis Baker f. - Tephrosia kassasii Boulos - Tephrosia katangensis De Wild. - Tephrosia kazibensis Cronquist - Tephrosia kerrii J.R.Drumm. & Craib - Tephrosia kindu De Wild. - Tephrosia kraussiana Meissner - Tephrosia laevigata Baker - Tephrosia lamprolobioides F.Muell. - Tephrosia lanata M.Martens & Galeotti - Tephrosia langlassei Micheli - Tephrosia lathyroides Guill. & Perr. - Tephrosia laxa Domin - Tephrosia lebrunii Cronquist - Tephrosia leiocarpa A.Gray - Tephrosia lepida Baker f. - Tephrosia leptoclada Benth. - Tephrosia letestui Tisser. - Tephrosia leucantha Kunth - Tephrosia leveillei Domin - Tephrosia limpopoensis J.B.Gillett - Tephrosia lindheimeri A.Gray | - Tephrosia linearis (Willd.) Pers. - Tephrosia longipes Meissner - Tephrosia lortii Baker f. - Tephrosia lupinifolia DC. - Tephrosia lurida Sond. - Tephrosia luzoniensis Vogel - Tephrosia lyallii Baker - Tephrosia macrantha Pringle - Tephrosia macrocarpa Benth. - Tephrosia macropoda (E.Mey.) Harv. - Tephrosia macrostachya (Benth.) Domin - Tephrosia maculata Merr. & L.M.Perry - Tephrosia madrensis Seem. - Tephrosia major Micheli - Tephrosia malvina Brummitt - Tephrosia manikensis De Wild. - Tephrosia marginata Hassl. - Tephrosia marginella H.M.L.Forbes - Tephrosia mariana DC. - Tephrosia maxima (L.) Pers. - Tephrosia melanocalyx Baker - Tephrosia mexicana C.E.Wood - Tephrosia meyerana J.B.Gillett - Tephrosia micrantha J.B.Gillett - Tephrosia microcarpa O. Téllez - Tephrosia miranda Brummitt - Tephrosia mohrii (Rydb.) R.K.Godfrey - Tephrosia monophylla Schinz - Tephrosia montana Brummitt - Tephrosia moroubensis Tisser. - Tephrosia mossiensis A.Chev. - Tephrosia mucronata (Thunb.) DC. - Tephrosia muenzneri Harms - Tephrosia multifolia Rose - Tephrosia multijuga R.G.N.Young - Tephrosia nana Schweinf. - Tephrosia natalensis H.M.L.Forbes - Tephrosia nervosa Chodat & Hassl. - Tephrosia newtoniana Torre - Tephrosia nicaraguensis Oerst. - Tephrosia nitens Seem. - Tephrosia noctiflora Baker - Tephrosia nseleensis De Wild. - Tephrosia nubica (Boiss.) Baker - Tephrosia nyikensis Baker - Tephrosia obbiadensis Chiov. - Tephrosia oblongata Benth. - Tephrosia obovata Merr. - Tephrosia odorata Balf.f. - Tephrosia oligophylla Benth. - Tephrosia onobrychoides Nutt. - Tephrosia oubanguiensis Tisser. - Tephrosia oxygona Baker - Tephrosia pachypoda L.Riley - Tephrosia pallens (Aiton) Pers. - Tephrosia pallida H.M.L.Forbes - Tephrosia palmeri S.Watson - Tephrosia paniculata Baker - Tephrosia paradoxa Brummitt - Tephrosia parvifolia (R.Vig.) Du Puy & Labat - Tephrosia paucijuga Harms - Tephrosia pearsonii Baker f. - Tephrosia pedicellata Baker - Tephrosia pentaphylla (Roxb.) G.Don - Tephrosia perrieri R.Vig. - Tephrosia perriniana DC. - Tephrosia persica Boiss. - Tephrosia phaeosperma Benth. - Tephrosia phylloxylon (R.Vig.) Du Puy & Labat - Tephrosia pietersii H.M.L.Forbes - Tephrosia pinifolia Du Puy & Labat - Tephrosia platycarpa Guill. & Perr. - Tephrosia platyphylla (Rose) Standl. - Tephrosia pogonocalyx C.E.Wood - Tephrosia polyphylla (Chiov.) J.B.Gillett - Tephrosia polystachya E.Mey. - Tephrosia polyzyga Benth. - Tephrosia porrecta Benth. - Tephrosia potosina Brandegee - Tephrosia praecana Brummitt - Tephrosia pringlei (Rose) J.F.Macbr. - Tephrosia pseudolongipes Baker f. - Tephrosia pulchella Hook. f. - Tephrosia pumila (Lam.) Pers. - Tephrosia punctata J.B.Gillett - Tephrosia pungens (R.Vig.) Du Puy & Labat - Tephrosia purpurea (L.) Pers. - Tephrosia quercetorum C.E.Wood - Tephrosia radicans Baker - Tephrosia rechingeri Ali - Tephrosia remotiflora Benth. - Tephrosia reptans Baker - Tephrosia retamoides (Baker) Soler. - Tephrosia reticulata Benth. - Tephrosia retusa Burtt Davy - Tephrosia rhodantha Brandegee - Tephrosia rhodesica Baker f. - Tephrosia richardsiae J.B.Gillett - Tephrosia rigida Span. - Tephrosia rigidula Baker - Tephrosia ringoetii Baker f. - Tephrosia robinsoniana Brummitt - Tephrosia rosea Benth. - Tephrosia roxburghiana J.R.Drumm. - Tephrosia rufescens Benth. - Tephrosia rufula Pedley - Tephrosia rugelii Shuttlew. - Tephrosia rupicola J.B.Gillett - Tephrosia savannicola Domin - Tephrosia saxicola C.E.Wood - Tephrosia scopulata Thulin - Tephrosia scopulorum Brandegee - Tephrosia seemannii (Britten & Baker f.) K.Schum. - Tephrosia semiglabra Sond. - Tephrosia seminole Shinners - Tephrosia sengaensis Baker f. - Tephrosia senna Kunth - Tephrosia senticosa (L.) Pers. - Tephrosia sessiliflora (Poir.) Hassl. - Tephrosia seticulosa (L.) Pers. - Tephrosia shamimii Ali - Tephrosia shiluwanensis Schinz - Tephrosia siamensis J.R.Drumm. - Tephrosia simulans C.E.Wood - Tephrosia sinapou (Buc'hoz) A.Chev. - barbasco de raíz del Orinoco - Tephrosia singuliflora F.Muell. - Tephrosia smallii (Vail) Robinson - Tephrosia smythiae McVaugh - Tephrosia sousae O. Téllez - Tephrosia sparsiflora H.M.L.Forbes - Tephrosia spechtii Pedley - Tephrosia sphaerospora F.Muell. - Tephrosia spicata (Walter) Torr. & A.Gray - Tephrosia spinosa (L.f.) Pers. - Tephrosia stipularis (Desv.) DC. - Tephrosia stipuligera W.Fitzg. - Tephrosia stormsii De Wild. - Tephrosia stricta (L.f.) Pers. - Tephrosia strigosa (Dalzell) Santapau & Maheshw. - Tephrosia stuartii Benth. - Tephrosia subamoena J.R.Drumm. & Hemsl. - Tephrosia subaphylla Du Puy & Labat - Tephrosia submontana (Rose) L.Riley - Tephrosia subnuda Domin - Tephrosia subpectinata Domin - Tephrosia subpraecox Cronquist - Tephrosia subtriflora Baker - Tephrosia subulata Hutch. & Burtt Davy - Tephrosia supina Domin - Tephrosia sylitroides Baker f. - Tephrosia sylviae Berhaut - Tephrosia tanganyikensis De Wild. - Tephrosia tenuis Wall. - Tephrosia tepicana (Standl.) Standl. - Tephrosia thurberi Rydb. - Tephrosia tinctoria Pers. - añil de Ceilán - Tephrosia totta (Thunb.) Pers. - Tephrosia travancorica Thoth. & D.N.Das - Tephrosia tundavalensis Bamps - Tephrosia uniflora Pers. - Tephrosia uniovulata F.Muell. - Tephrosia varians (Bailey) C.T.White - Tephrosia velutina Spreng. - Tephrosia verdickii De Wild. - Tephrosia vernicosa C.E.Wood - Tephrosia vestita Vogel - Tephrosia vicioides Schltdl. - Tephrosia viguieri Du Puy & Labat - Tephrosia villosa (L.) Pers. - Tephrosia virens Pedley - Tephrosia virgata H.M.L.Forbes - Tephrosia virginiana (L.) Pers. - Tephrosia vogelii Hook.f. - Tephrosia vohimenaensis Du Puy & Labat - Tephrosia watsoniana (Standl.) J.F.Macbr. - Tephrosia whyteana Baker f. - Tephrosia wynaadensis J.R.Drumm. - Tephrosia zambiana Brummitt - Tephrosia zollingeri Backer - Tephrosia zoutpansbergensis Bremek. - Tephrosia zoutspanbergensis Bremek. |